# Moyo (Indonésie)
Pour les articles homonymes, voir Moyo.

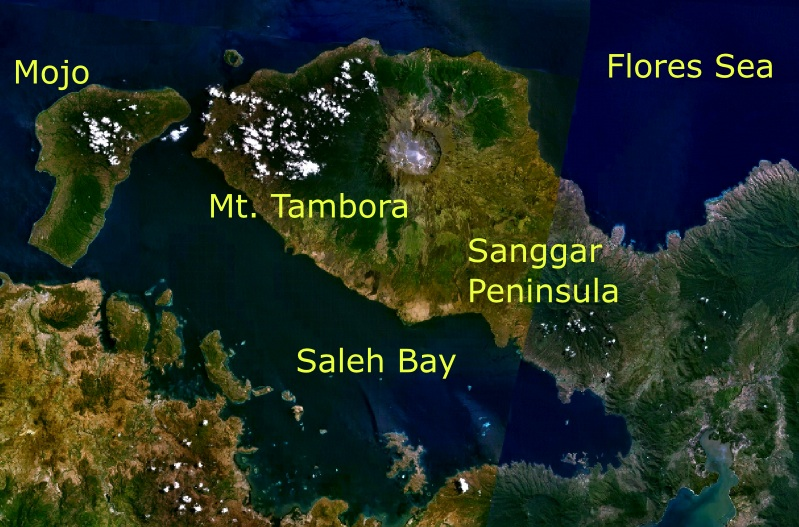
Localisation de Moyo

Moyo, en indonésien Pulau Moyo, est une île indonésienne située juste au nord de Sumbawa, dans le kabupaten du même nom, province de Nusa Tenggara occidental,. Elle a une superficie de 320,44 km2 et ferme à moitié la baie de Saleh. Sa population est d’environ 1 000 habitants répartis dans 6 villages.

## Économie
Les habitants de Moyo vivent essentiellement de la pêche et de l’agriculture.

## Environnement
En 1986, un parc national a été créé dans le but de conserver et de protéger la végétation de l'île et ses nombreuses espèces animales (oiseaux, chauves-souris, singes, cochons sauvages, cerf). Une réserve marine a aussi été créé pour préserver les récifs vierges entourant l’île.
En 2019, l'UNESCO a classé l'île de Moyo à son réseau mondial des réserves de biosphère.